# Im Seung-hwi
Im Seung-hwi   (Corea del Nord, 3 de febrer de 1946), també Im Song Hwi, fou un futbolista nord-coreà de la dècada de 1960.
Fou internacional amb la selecció de futbol de Corea del Nord amb la qual participà a la copa del Món de futbol de 1966.
A nivell de club destacà com a jugador de 4.25 Sports Club.